# Panthera-Legende
Die Panthera-Legende ist eine antike Überlieferung, der zufolge ein römischer Soldat namens Panthera der leibliche Vater Jesu Christi war. Vermutlich ist Panthera eine fiktive Person. Die erstmals im späten 2. Jahrhundert bezeugte Legende ist in einem christenfeindlichen jüdischen Milieu entstanden. Sie behauptet, Jesus sei das Kind aus einer ehebrecherischen Beziehung Pantheras mit Maria (hebräisch Mirjam). Die Urfassung ist nur umrisshaft rekonstruierbar, die Umstände ihrer Entstehung sind unbekannt. Der Stoff ist in verschiedenen Versionen überliefert. Die älteste erhaltene Fassung liegt in einer römischen Quelle vor. Eine jüngere, stark verfremdete Version ist in der rabbinischen Literatur zu finden.

## Inhalt der Legende

### Die römische Überlieferung
Den ältesten Beleg für die Legende liefern Fragmente der verlorenen Kampfschrift gegen das Christentum mit dem Titel Ἀληθὴς λόγος Alēthḗs lógos (Wahre Lehre), die der Philosoph Kelsos (Celsus) im späten 2. Jahrhundert – wohl in der Zeit zwischen 176 und 180 – in griechischer Sprache verfasste, vermutlich in Alexandria. Kelsos übernahm die Darstellung einer unbekannten Quelle, die behauptete, die angebliche Geburt Jesu aus einer Jungfrau sei damit zu erklären, dass seine Mutter von ihrem Mann des Ehebruchs überführt und verstoßen worden sei und dann heimlich ein außereheliches Kind geboren habe, dessen Vater ein römischer Soldat namens Panthera gewesen sei. Die Geschichte von der Jungfrauengeburt habe Jesus selbst erfunden, um seine unehrenhafte Abstammung zu vertuschen.
Die einschlägigen Fragmente aus dem verlorenen Werk des Kelsos sind als Zitate in einer Gegenschrift des Kirchenschriftstellers Origenes überliefert. Das ebenfalls in griechischer Sprache abgefasste Werk des Origenes trägt den Titel Gegen die mit ‚Wahre Lehre‘ betitelte Schrift des Kelsos (kurz Gegen Kelsos, lateinisch Contra Celsum). Origenes schrieb seine umfangreiche apologetische Entgegnung auf die Polemik des Kelsos im Zeitraum von 244 bis 249. Zu der Legende teilt er wörtlich zitierend mit: 
„Danach lässt er [Kelsos] die [fiktive] Person eines Juden auftreten, der mit Jesus selbst diskutiert und ihn, wie er meint, wegen vieler Dinge zur Rechenschaft zieht. Zunächst habe er ‚die Geburt aus einer Jungfrau erfunden‘. Er macht ihm auch zum Vorwurf, dass ‚er aus einem jüdischen Dorf stammt und von einer Frau vom Lande, einer armen Spinnarbeiterin, geboren ist‘. Er behauptet, ‚diese sei von ihrem Mann, der von Beruf Zimmermann war, als Ehebrecherin überführt, verstoßen worden‘. Ferner behauptet er, ‚von ihrem Mann vertrieben und ehrlos umherziehend, habe sie Jesus heimlich geboren‘. Und: ‚Aus Armut begab dieser sich als Tagelöhner nach Ägypten und erprobte dort einige [magische] Kräfte, derer sich die Ägypter rühmen. Stolz auf diese Kräfte kehrte er zurück und gab sich ihretwegen öffentlich als Gott aus.‘“
„Doch kehren wir zu den Worten zurück, die dem Juden in den Mund gelegt werden. Hier ist geschrieben, die Mutter Jesu sei ‚von dem Zimmermann, der mit ihr verlobt war, verstoßen worden, da sie des Ehebruchs überführt und von einem Soldaten namens Panthera schwanger geworden‘ sei. Wir wollen sehen, ob die Erzähler der Fabel vom Ehebruch der Jungfrau mit Panthera und vom Zimmermann, der sie verstieß, all dies nicht blindlings erfunden haben, um die wunderbare Empfängnis vom Heiligen Geist zu beseitigen.“
„Höhnisch fügt er [Kelsos] hinzu: ‚Als sie von dem Zimmermann gehasst und verstoßen wurde, hat sie weder eine göttliche Macht noch Überredungsgabe errettet.‘“
Dass Kelsos den Zimmermann in einem der Fragmente als Gatten, in einem anderen als Verlobten der Mutter Jesu bezeichnet, ist auf die unterschiedlichen Angaben in den Evangelien zurückzuführen, wo er teils Verlobter (Mt 1,18; Lk 1,27; 2,5) teils Ehemann (Mt 1,19) genannt wird.

### Die antike rabbinische Überlieferung
In der antiken rabbinischen Literatur ist der Stoff in anderer Gestalt als bei Kelsos verarbeitet. Von diesem Strang der Legende sind nur geringe und unklare Spuren erhalten geblieben, wobei ein Bezug auf Jesus fehlt und der Vorgang ins zweite Jahrhundert versetzt ist. Dennoch lassen inhaltliche Übereinstimmungen mit der Version des Kelsos erkennen, dass die beiden antiken Überlieferungszweige einen gemeinsamen Ursprung haben und dass es in der Urfassung um die Abstammung Jesu ging. Die Hauptquelle ist im babylonischen Talmud (Talmud Bavli) die Stelle b Schabbat 104b; eine fast identische Parallele findet sich in b Sanhedrin 67a. In b Schabbat 104b ist von einem „Narren“ namens ben Stada (Sohn des Stada) die Rede, und es wird gefragt: „Hat denn nicht ben Stada Zauberei aus Ägypten gebracht durch Einritzungen/Tätowierungen in sein/auf seinem Fleisch?“ Zum Familienhintergrund dieses Narren wird dann mitgeteilt: „(War er) der Sohn von Stada (und nicht ganz im Gegenteil) der Sohn von Pandera? Rav Chisda sagte: ‚Der Ehemann war Stada, (und) der Liebhaber war Pandera.‘ ‚(Aber war nicht) der Ehemann Pappos ben Jehuda und vielmehr seine Mutter Stada? Seine Mutter war Mirjam, (die Frau, die ihr) Frauen[haar] lang wachsen ließ. Dies ist, was man über sie [Mirjam] in Pumbeditha sagt: Diese ist abgewichen von (war untreu) ihrem Ehemann.‘“
In diesem Dialog wird die Frage erörtert, wie ein Widerspruch zwischen zwei Überlieferungen aufzuklären ist. Die eine Überlieferung nennt den Zauberer „Sohn von Stada“, die andere „Sohn von Pandera“. Es wird offenbar als allgemein bekannt vorausgesetzt, wer der Zauberer war. Der Gelehrte Rav Chisda erklärt, Stada sei als Gatte der Kindesmutter der rechtliche Vater gewesen, Pandera der leibliche Vater. Ein ungenannter Gesprächspartner schlägt eine alternative Lösung vor: Der Ehemann sei Pappos ben Jehuda gewesen, ein Gelehrter aus der ersten Hälfte des 2. Jahrhunderts, und Stada sei ein Beiname Mirjams gewesen, der auf ihre Untreue Bezug nahm. Offenbar bestand zwischen den beiden Erklärern Übereinstimmung darüber, dass der Ehebrecher Pandera hieß.
Weitere Hinweise auf eine alte jüdische Überlieferung, aber ohne Nennung des Namens Panthera, bieten der im 2. Jahrhundert schreibende Kirchenschriftsteller Tertullian und die im 4. Jahrhundert entstandenen Pilatusakten. Tertullian erwähnt die jüdische Behauptung, die Mutter Jesu sei eine Hure. In den Pilatusakten wird erzählt, die „Ältesten der Juden“ hätten vor Pilatus ausgesagt, Jesus sei außerehelich geboren, doch hätten einige Juden dem widersprochen. Außerdem ist in rabbinischen Schriften an einigen Stellen, deren Quellenwert für die Jesusrezeption stark umstritten ist, von „Jesus, Sohn des Pandera (oder Pantiri)“ die Rede.

## Nachantike Rezeption

### Mittelalter und Frühe Neuzeit
Im Frühmittelalter entstand der Traktat Toledot Jeschu, der älteste zusammenhängende Bericht über Jesu Leben aus jüdischer Sicht. Diese Schrift war im Mittelalter und in der Frühen Neuzeit in einer Reihe von sehr unterschiedlichen Versionen weit verbreitet und bildete die Hauptquelle für das Jesusbild auf jüdischer Seite. In einem Teil der handschriftlichen Überlieferung wird ein Josef Pandera oder Josef ben Pandera (auch Pundira, Pantera oder Panderi) genannt, der nach den meisten Handschriften mit Mirjam, der Mutter Jesu, deren Ehe oder Verlobung mit einem Jochanan brach; nach einer abweichenden Version war er ihr Gatte und Jochanan der Liebhaber. In aramäischen Fragmenten wird Jesus als Jeschu, Sohn des Pandera (oder Pandira) bezeichnet. In manchen Versionen erscheint Mirjam als unschuldiges Opfer, das von Pandera getäuscht wurde. Die älteste hebräische Handschrift, die wohl spätestens im 15. Jahrhundert geschrieben wurde, bietet keine Geburtserzählung, lässt aber Jesus im Verhör bekennen, er sei unehelich geboren und sein Vater sei ein nichtjüdischer Musikant namens Pandera. Nach dem Tod seines Vaters habe seine Mutter Mirjam Josef geheiratet. Nach der „Huldreich-Version“ des Toledot Jeschu, deren ältester Textzeuge die 1705 gedruckte Ausgabe von Johannes Huldreich ist, floh die verheiratete Mirjam mit dem Verführer Josef Pandera und ließ sich mit ihm in Bethlehem nieder. Dort gebar sie ihm Jesus und weitere Kinder. Als ihr betrogener Ehemann dies herausfand, beklagte er sich bei König Herodes, der daraufhin vergeblich das flüchtige Paar suchte; Pandera und Mirjam waren gewarnt worden und waren mit ihren Kindern nach Ägypten entkommen.
In der christlichen lateinischen Literatur findet sich schon im Frühmittelalter eine Erwähnung der jüdischen Legende. Erzbischof Amulo von Lyon (831–852) berichtet darüber mit Entrüstung in seinem Liber contra Judaeos (Buch gegen die Juden). Er schreibt, die jüdische Behauptung laute, dass Jesus der Sohn eines Nichtjuden namens Pandera sei, der mit Maria Ehebruch getrieben habe. Diese Nachricht stammte aus einer damals kursierenden Version des Toledot Jeschu.
Voltaire äußerte sich in einer 1736 verfassten, 1767 veröffentlichten Schrift zu der im Toledot Jeschu überlieferten Darstellung. Er fand dieses Buch zwar überspannt, meinte aber, es enthalte Angaben, die „viel wahrscheinlicher sind als das, was unsere Evangelien schreiben“. Damit bezog er sich auf die Panthera-Geschichte, die er zusammenfassend wiedergab. Nach Voltaires Einschätzung ist der wesentliche Kern dieses Berichts, insbesondere die Nachricht, dass „Joseph Panther der Mirja ein Kind gemacht hat“, „sicher glaubhafter, natürlicher und entspricht eher dem, was sich alle Tage in der Welt zuträgt“ als die Annahme der Geburt Jesu aus einer Jungfrau.

### Moderne Forschung
In der modernen Forschung ist die Frage, wie die Darstellung des paganen Philosophen Kelsos mit der Rezeption des Stoffs im babylonischen Talmud zusammenhängt, intensiv erörtert worden. Als plausibel gilt meist die Annahme einer beiden Überlieferungssträngen gemeinsamen jüdischen Quelle, doch ist die Berechtigung der Identifizierung des römischen Panthera mit dem talmudischen Pandera auch bezweifelt worden. Jedenfalls war es das Anliegen des Urhebers der Legende, eine Gegenerzählung zur Geburtsgeschichte im Evangelium nach Matthäus zu verbreiten und der christlichen Behauptung der Jungfräulichkeit Marias entgegenzutreten.
In der älteren Forschungsliteratur wurde die Hypothese vertreten, Panthera sei als polemisches Wortspiel zu verstehen; dieser angebliche Name sei eine bewusste Entstellung von parthenos, des griechischen Wortes für Jungfrau, das von den Christen zur Bezeichnung Marias verwendet wird. Dagegen spricht aber, dass kaum jemand die Anspielung in einer solchen karikierenden Namensgebung verstanden hätte und dass die Hypothese keine Grundlage in den Quellen hat. Hinzu kommt, dass Pantera ein römischer Männername war, der in lateinischen Inschriften mehrfach bezeugt ist. Daher ist der Versuch, den Namen als Wortspiel zu deuten, von der neueren Forschung aufgegeben worden.
Der Panthera der Legende wird zuweilen mit dem historisch belegten Tiberius Iulius Abdes Pantera identifiziert, einem aus Sidon stammenden Syrer in römischem Militärdienst, der in den Jahrzehnten um Christi Geburt lebte und dessen Grabstein 1859 in Bingerbrück nahe dem ehemaligen römischen Bingium (heute Bingen am Rhein) entdeckt wurde. Die Inschrift belegt allerdings lediglich, dass es im frühen 1. Jahrhundert tatsächlich mindestens einen römischen Soldaten dieses Namens gab. In dem 2006 erschienenen populärwissenschaftlichen Buch The Jesus Dynasty des Bibelwissenschaftlers James D. Tabor wird die Möglichkeit in Betracht gezogen, dass der Soldat Tiberius Iulius Abdes Pantera der leibliche Vater Jesu war.

### Rassenideologische Adaption
Ernst Haeckel äußerte 1899 in seinem stark beachteten populärwissenschaftlichen Werk Die Welträthsel die Überzeugung, Jesus sei wirklich der Sohn eines römischen „Hauptmanns“ namens Pandera und somit kein reiner Jude. In deutsch-nationalistischer Literatur wurde in der ersten Hälfte des 20. Jahrhunderts die Legende herangezogen, um die Behauptung einer arischen Abstammung Jesu zu begründen. So nahm der nationalsozialistische Theologe Walter Grundmann an, der Vater Jesu habe Panthera geheißen. Ein anderer nationalsozialistischer Theologe, Emanuel Hirsch, trug die Hypothese vor, Panthera sei nicht der Vater, sondern der Großvater Jesu gewesen. Laut Henry Picker und Heinrich Heim soll Adolf Hitler selbst geglaubt haben, dass der leibliche Vater Jesu ein römischer Legionär und damit „Arier“ gewesen sei. Reinhold Hanisch zufolge habe Hitler diese Ansicht bereits in seiner Wiener Zeit vertreten.

### Filmische Adaption
Eine Analogie zur Legende weist die Filmkomödie Das Leben des Brian (1979) auf. Dort stellt sich heraus, dass der Protagonist Brian, dessen Leben in Palästina auffällige Parallelen und Überschneidungen mit dem Leben Jesu zeigt, der Sohn eines römischen Centurios ist, der seine Mutter vergewaltigte. In dem Film Jesus von Montreal (1989) wird der Name von Jesus mit Yeshu ben Panthera (Jeschu, Sohn des Panthera) angegeben.